# Walgett Airport
Walgett Airport är en flygplats i Australien. Den ligger i regionen Walgett och delstaten New South Wales, i den sydöstra delen av landet, omkring 520 kilometer nordväst om delstatshuvudstaden Sydney. Walgett Airport ligger 132 meter över havet.
Trakten runt Walgett Airport är nära nog obefolkad, med mindre än två invånare per kvadratkilometer.. Närmaste större samhälle är Walgett, nära Walgett Airport.
Omgivningarna runt Walgett Airport är i huvudsak ett öppet busklandskap. Genomsnittlig årsnederbörd är 459 millimeter. Den regnigaste månaden är februari, med i genomsnitt 88 mm nederbörd, och den torraste är oktober, med 1 mm nederbörd.